# Criterion Games
Criterion Games é uma desenvolvedora britânica de jogos eletrônicos sediada em Guildford, Inglaterra. Em 2004, a empresa foi adquirida pela Electronic Arts (EA), sendo conhecida por desenvolver jogos das franquias Burnout, e Need for Speed.

## História
O estúdio foi estabelecido em 1996, como Criterion Studios, sob a direção de David Lau-Kee e Adam Billyard. Sua proposta inicial era desenvolver jogos utilizando o motor gráfico RenderWare, lançado em 1993 pela Criterion Software Ltd., então subsidiária da Canon Inc.
No final da década de 1990, o estúdio firmou parcerias com editoras como Virgin Interactive e Ubisoft, mas seu primeiro destaque comercial ocorreu em 2001 com o lançamento de Burnout, pela Acclaim Entertainment.
Em 2004, a Electronic Arts adquiriu a Criterion Software e sua divisão de desenvolvimento de jogos, buscando integrar o motor RenderWare ao seu desenvolvimento interno. Após a aquisição, a Criterion Games passou a integrar o corpo de estúdios da Electronic Arts, dando continuidade à franquia Burnout e assumindo, a partir de 2010, o desenvolvimento de jogos da série Need for Speed, com destaque para Need for Speed: Hot Pursuit.
Em 2013, o estúdio passou por reestruturações por decisão da Electronic Arts, as quais envolveram a migração de grande parte de sua equipe para o estúdio Ghost Games, seguida, em 2014, pela saída dos cofundadores Alex Ward e Fiona Sperry, ligados à criação da franquia Burnout.
Nos anos seguintes, o estúdio concentrou-se em funções de suporte técnico em outros projetos da Electronic Arts, como nos títulos Star Wars Battlefront II e Battlefield V. Em 2017, estimava-se que o estúdio mantinha cerca de 90 funcionários.
Em 2020, a Electronic Arts anunciou o retorno da Criterion Games ao desenvolvimento da franquia Need for Speed e, em 2022, o estúdio passou a colaborar com a equipe da Codemasters Cheshire, formada por antigos membros da Evolution Studios. Contudo, as operações da Codemasters Cheshire foram encerradas pela Electronic Arts, e sua equipe sendo incorporada à Criterion Games.
No início de 2024, a EA anunciou o encerramento do estúdio Ridgeline Games, então responsável pela franquia Battlefield, transferindo seu desenvolvimento para a Criterion Games.

## Jogos
| Ano  | Titulo                      | Plataforma(s)                                                                  | Publicadora                |
| ---- | --------------------------- | ------------------------------------------------------------------------------ | -------------------------- |
| 1996 | Scorched Planet             | Microsoft Windows                                                              | Virgin Interactive         |
| 1997 | Speedboat Attack            | Microsoft Windows                                                              | Telstar Electronic Studios |
| 1997 | Sub Culture                 | Microsoft Windows                                                              | Ubisoft                    |
| 1998 | Redline Racer               | Microsoft Windows                                                              | Ubisoft                    |
| 1999 | TrickStyle                  | Dreamcast, Microsoft Windows                                                   | Acclaim Entertainment      |
| 2000 | Deep Fighter                | Dreamcast, Microsoft Windows                                                   | Ubisoft                    |
| 2001 | AirBlade                    | PlayStation 2                                                                  | Namco                      |
| 2001 | Burnout                     | PlayStation 2                                                                  | Acclaim Entertainment      |
| 2002 | Burnout 2: Point of Impact  | PlayStation 2                                                                  | Acclaim Entertainment      |
| 2004 | Burnout 3: Takedown         | PlayStation 2, Xbox                                                            | Electronic Arts            |
| 2005 | Burnout Legends             | Nintendo DS, PlayStation Portable                                              | Electronic Arts            |
| 2005 | Burnout Revenge             | PlayStation 2, Xbox                                                            | Electronic Arts            |
| 2006 | Black                       | PlayStation 2, Xbox                                                            | Electronic Arts            |
| 2008 | Burnout Paradise            | Microsoft Windows, PlayStation 3, Xbox 360                                     | Electronic Arts            |
| 2010 | Need for Speed: Hot Pursuit | Microsoft Windows, PlayStation 3, Xbox 360                                     | Electronic Arts            |
| 2011 | Burnout Crash!              | PlayStation 3, Xbox 360                                                        | Electronic Arts            |
| 2012 | Need for Speed: Most Wanted | Microsoft Windows, PlayStation 3, PlayStation Vita, Wii U, Xbox 360            | Electronic Arts            |
| 2013 | Need for Speed: Rivals      | Microsoft Windows, PlayStation 3, PlayStation 4, Xbox 360, Xbox One            | Electronic Arts            |
| 2017 | Star Wars Battlefront II    | Microsoft Windows, PlayStation 4, Xbox One                                     | Electronic Arts            |
| 2018 | Battlefield V               | Microsoft Windows, PlayStation 4, Xbox One                                     | Electronic Arts            |
| 2021 | Battlefield 2042            | Microsoft Windows, PlayStation 4, PlayStation 5, Xbox One, and Xbox Series X/S | Electronic Arts            |
| 2022 | Need for Speed: Unbound     | Microsoft Windows, Playstation 5, Xbox Series X/S                              | Electronic Arts            |